# Kaisaniemipark
Het Kaisaniemipark (Fins: Kaisaniemen puisto/ Zweeds: Kajsaniemiparken) is een stadspark in de Finse hoofdstad Helsinki. Delen van het park zijn in het bezit van de Universiteit van Helsinki en een gedeelte daarvan wordt gebruikt als botanische tuin. Er vinden veel evenementen en concerten plaats in het park waaronder het jaarlijkse metal-festival Tuska.